# Abulghazi Bahadur
Abulghazi Bahadur (turco: Ebülgazi Bahadır Han) fue el gobernante del Kanato de Jiva desde 1643 hasta 1663. Diez años antes de convertirse en kan, había sido muy bien educado en Persia, factor que ayudó a que su reino experimentara una edad de oro. Repelió a los incursores calmucos y dos obras escritas por él, Genealogía de los turcomanos y Genealogía de los turcos, son importantes fuentes para el conocimiento moderno de la historia de Asia Central.

## Vida

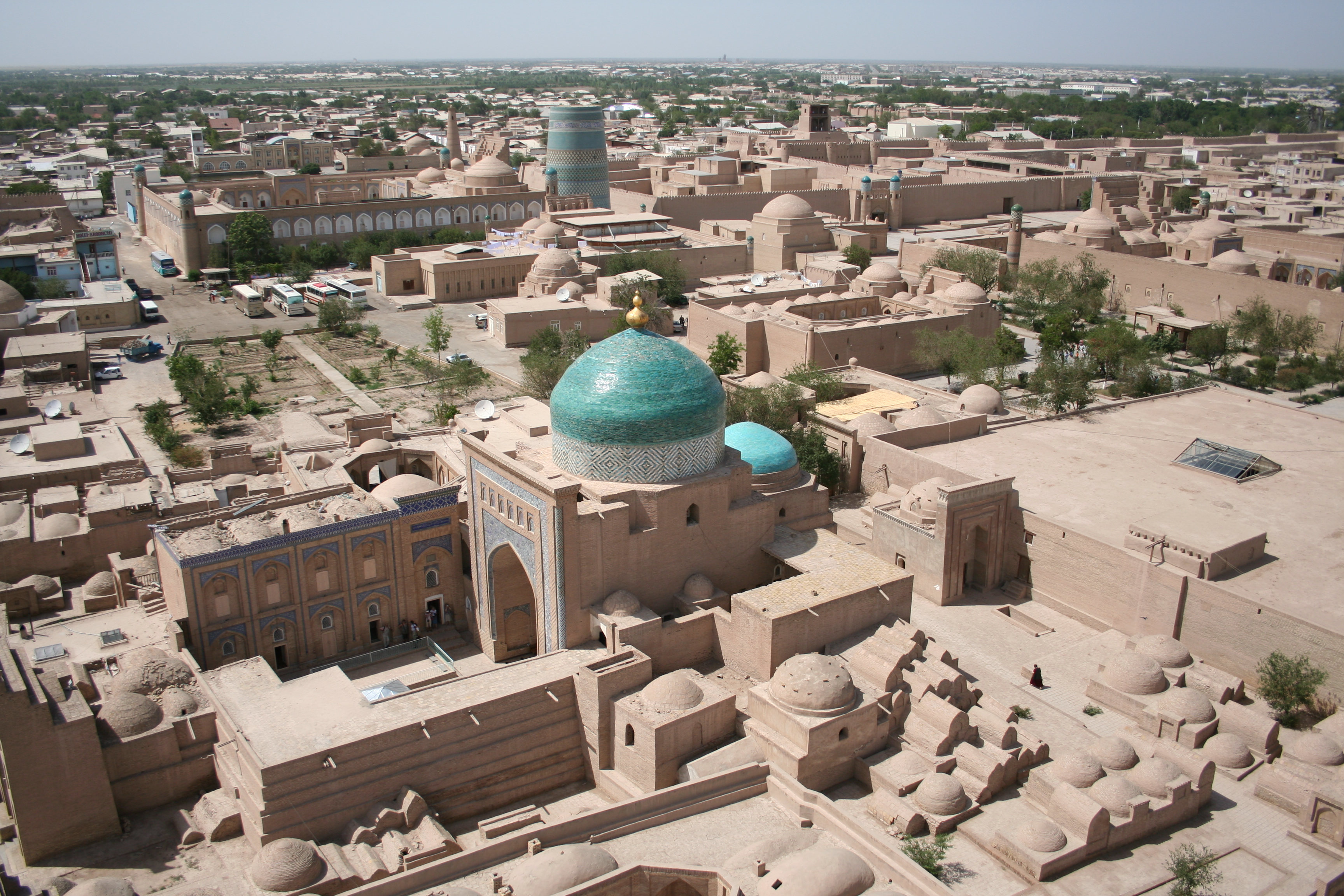
Vista de Itchan Kala en Jiva, la capital del kanato.

Nació en Urgench, kanato de Jiva, hijo del gobernante Arab Mohammed Kan. Huyó a la corte safávida de Isfahán después de que surgiera una lucha por el poder entre él y sus hermanos. Allí vivió exiliado desde 1629 hasta 1639 estudiando historia persa y árabe. En 1644 o 1645 accedió al trono, cargo que ocuparía durante veinte años. Murió en Jiva en 1663.
Abu al-Ghazi es conocido como autor de dos obras históricas: «Genealogía de los turcomanos» Shajara-i Tarākima terminada en 1661 y «Genealogía de los turcos» Shajara-i Turk terminada en 1665. Son fuentes importantes para el conocimiento moderno de la historia de Asia Central.
El Shajara-i Turk fue el opus magnum de Abu al-Ghazi, su título fue traducido de varias maneras como «Genealogía de los turcos» y «Genealogía de los tártaros», «shajara» es la palabra turca para «genealogía». Debido a que el uso de la palabra «tártaro» para «turco» era un error de uso muy extendido, ahora es obsoleto llamar a la obra «Shajara-i Turk» como «Genealogía de los tártaros» en lugar de «Genealogía de los turcos», ya que se trata de una obra sobre los turcos. Según Abu al-Ghazi, en Shajara-i Turk utilizó la obra de Rashid-al-Din Hamadani, Sharaf ad-Din Ali Yazdi y otros escritores, sumando un total de 18 fuentes históricas, y las corrigió de acuerdo con las tradiciones orales turcas que le enseñaron como príncipe. Un manuscrito del Shajara-i Turk fue comprado en Tobolsk a un comerciante de Bujará por oficiales suecos detenidos en el cautiverio ruso en Siberia; utilizando a los tártaros alfabetizados locales, los oficiales suecos tradujeron primero el libro al ruso, y luego lo retradujeron a varios otros idiomas. La traducción francesa del Shajara-i Turk se publicó por primera vez en Leiden en 1726, la traducción francesa sirvió de original para una traducción rusa publicada en 1768-1774, en 1780 se publicó por separado en alemán e inglés, y durante el siglo XVIII fue muy leída en Europa.
En los siglos XIX y XX se publicaron numerosas traducciones críticas del Shajara-i Turk, que sirven como fuentes históricas para los estudiosos modernos. La primera traducción crítica, realizada por eruditos profesionales, se publicó en Kazán en 1825. La traducción al turco del texto publicado en Kazán fue realizada por el filólogo Ahmed Vefik Pasha y publicada inicialmente en 1864. La publicación occidental más influyente fue Histoire des Mogols et des Tatares par Aboul-Ghazi Behadour Khan, publiée, traduite et annotée par le baron Desmaisons, St.-Pétersbourg, 1871-1874.
Nikita Bichurin fue el primero en advertir que la biografía del antepasado épico del pueblo turco Oguz-Kagan de Abu al-Ghazi y de los manuscritos turco-persas (Rashid al-Din, Khondemir, Abulgazi) tiene una sorprendente similitud con la biografía de Maodun en las fuentes chinas (disputa entre padre e hijo y asesinato del primero, dirección y secuencia de las conquistas, etc.). Esta observación, confirmada por otros eruditos, asoció en la literatura científica el nombre de Maodun con la personalidad épica del Oguz-Kagan. La similitud es aún más notable porque en la época en que se escribió, no había anales chinos traducidos a las lenguas orientales u occidentales, y Abu al-Ghazi no podía conocer a los hunos orientales ni a Maodun.
La importancia literaria de Shajara-i Turk radica en que Abu al-Ghazi se pronunció abiertamente en contra de la lengua literaria chaghatay porque tenía una fuerte influencia persa. La lengua de Abu al-Ghazi es una lengua popular fácil y sencilla de los uzbekos de Jiva y es muy diferente de la lengua literaria chaghatay. El estilo de Abu al-Ghazi, a pesar del carácter científico de sus composiciones, se distingue por la claridad y la riqueza del vocabulario, y está intercalado con las expresiones y proverbios uzbekos falk.
El hijo de Abu al-Ghazi, Abu al-Muzaffar Anusha Mohammed Bahadur, encomendó completar la obra de su padre Shajara-i Turk a un tal Mahmud bin Mulla Mohammed Zaman Urgench. Se terminó en 1665. La obra enumera una genealogía turca que parte del Adán islámico y del primogénito de los turcos, Oguz-Khan, y ofrece detalles legendarios sobre sus descendientes, entre ellos Gengis Kan y la dinastía Shaybanid, lo que proporciona una buena imagen de la comprensión histórica mongola y turca de la época.